# La Mariola
La Mariola är en ort i Mexiko.   Den ligger i kommunen El Marqués och delstaten Querétaro Arteaga, i den centrala delen av landet, 180 km nordväst om huvudstaden Mexico City. La Mariola ligger 1 929 meter över havet och antalet invånare är 289.
Terrängen runt La Mariola är platt åt sydost, men åt nordväst är den kuperad. Runt La Mariola är det ganska tätbefolkat, med 149 invånare per kvadratkilometer. Närmaste större samhälle är Santiago de Querétaro, 13,0 km sydväst om La Mariola. Omgivningarna runt La Mariola är en mosaik av jordbruksmark och naturlig växtlighet.